# Leucotabanus janinae
Leucotabanus janinae är en tvåvingeart som beskrevs av David Fairchild 1970. Leucotabanus janinae ingår i släktet Leucotabanus och familjen bromsar.
Artens utbredningsområde är Franska Guyana. Inga underarter finns listade i Catalogue of Life.